# 魔法少女加奈
《魔法少女加奈》（日语：まじかるカナン）是日本Terios（日语：テリオス）在1998年12月17日發售的成人遊戲《Septem Charm 魔法少女加奈》（Septem Charm ），後來發售Fandisc和重製版並且改編成電視動畫、OVA。
1999年於第56屆Comic Market 會場限定發售擴充內容光碟「魔法少女加奈 MAGICAL FANTASY BOX」（まじかるカナン MAGICAL FANTASY BOX）。2005年4月28日發售合集「 -RISEA-  BOX」，當中收錄原作《Septem Charm 魔法少女加奈》和重製版《魔法少女加奈 -RISEA-》以及擴充內容光碟「魔法少女加奈 MAGICAL FANTASY BOX」。2015年1月30日發售續作《魔法少女加奈2》（まじかるカナン2 ～緋色のベルガモット～）。

## 人物
CV的順序是遊戲、OVA、電視動畫。
那津樹（CV：無/小池竹蔵/菅沼久義）
本作男主角。
柊千早（CV：笹森美恵/内川藍維/廣橋涼）
本作女主角。
水城沙耶加（CV：北都南/同左/水樹奈奈）

鈴原美由利

小嶋繪美（CV：茉莉菜/同左/宮崎羽衣）

葉津那（CV：Progress/同左/水島大宙）
那津樹的哥哥。
津由葉（CV：北都南/同左/一美）
魔法國女王。

## 主題曲
片頭曲：
作詞：こいでたく、作曲/編曲：南雲和晴、歌：夢野聖美
片尾曲：「Angel Kiss」
作詞：中町涼音、作曲/編曲：南雲和晴、歌：夢野聖美

## 工作人員
- 劇本：佐野一馬、黒田洋一、美月ひな、藤木隻
- 人物設定：横田守、土代昭治
- 音樂：樋口秀樹、南雲和晴

## OVA
18禁OVA《SeptemCharm 魔法少女加奈》於2007年5月25日發售合集版，2010年12月24日發售完全版。

### 各話列表
| 集數  | 標題 | 發售日         |
| ----- | ---- | -------------- |
| Vol.1 |      | 2000年8月25日  |
| Vol.2 |      | 2000年11月25日 |
| Vol.3 |      | 2001年7月25日  |
| Vol.4 |      | 2001年11月25日 |
| SP    |      | 2002年8月25日  |
| SP    |      | 2003年2月25日  |

### 工作人員
- 原案：（Terios）
- 企畫：天地悠大
- 製作：豪冠太郎
- 製作人：越中（1~4 SP）、酒井明雄（1~2）、桝郭雄（3）、（3~4 SP）
- 人物原案：横田守、土代昭治
- 監督：松村康弘（1~2）、（3~4）、結城十郎（SP）
- 劇本：三井秀樹2P
- 分鏡：藤本義孝（1~3）、（4）、（SP）
- 人物設定・總作畫監督：倉嶋丈康（日语：倉嶋丈康）（1~SP）、舛館俊秀（SP）
- 作畫監督：青島正宣（1~4）、服部憲和（SP）
- 美術監督：伊藤芳雄（1~2）、（3~4）
- 色彩設定：（1~2）、（3~4）
- 撮影監督：美崎末廣
- 音響監督：高橋剛（1~2）、佐賀関海（3~4）
- 音樂：武蔵野光（1 3~4）、高橋剛（2）
- 管理：Do.POCHI
- 制作協力：
- 動畫製作：Triple X
- 製作：

## 電視動畫
電視動畫由AIC. A.S.T.A.製作，在2005年1月1日至3月26日期間由播放共13話。台灣由曼迪傳播代理發售中文版。

### 主題歌
片頭曲
作詞：、作曲：ACOMPANAR、編曲：陶山隼、歌：宮崎羽衣
片尾曲
作詞、作曲、編曲：ACOMPANAR、歌：德永愛

### 各話列表
| 話數 | 日文標題 | 中文標題   | 分鏡     | 演出               | 作畫監督                     |
| ---- | -------- | ---------- | -------- | ------------------ | ---------------------------- |
| 1    |          |            | 阿部雅司 | 加藤顯             | 佐藤道雄、飯飼一幸           |
| 2    |          | 謎之轉校生 | 葵刀鏡介 | 佐佐木皓一         | 梶浦紳一郎                   |
| 3    |          |            | 福島宏之 | 井草               | 西山忍                       |
| 4    |          |            | 川島宏   | 廣川集一、粟井重紀 | 土方、近藤、飯飼一幸         |
| 5    |          |            | 吉田英俊 | 古川政美           | 向山祐治                     |
| 6    |          |            | 福多潤   | 加藤顯             | 柳瀬雄之                     |
| 7    |          |            | 大畑晃一 | 白石道太           | 飯飼一幸                     |
| 8    |          |            | 葵刀鏡介 | 横田和善           | 石田啓一、古池敏也           |
| 9    |          |            | 福島宏之 | 柳瀬雄之           | 柳瀬雄之                     |
| 10   |          |            | 篠崎康行 | 廣川集一           | 高乗陽子                     |
| 11   |          |            | 葵刀鏡介 | 古川政美           | 向山祐治、藤田正幸           |
| 12   |          |            | 川島宏   | 白石道太           | 飯飼一幸                     |
| 13   |          |            | 阿部雅司 | 阿部雅司           | 野田康行、藤田正幸、佐藤道雄 |

### 播映電視台
日本深夜動畫：下文記載的日本国内播放時間使用日本標準時間（UTC+9）表示。因為部分時間标识會採用30小时制，因此請留意这类超过24:00的时间，其實際播放時間為翌日清晨。
| 播放地區 | 電視台     | 播放期間               | 播放時間             | 播放形式 |
| -------- | ---------- | ---------------------- | -------------------- | -------- |
| 日本全國 | AT-X       | 2005年1月1日－3月26日  | 星期六 10:00 - 10:30 | CS放送   |
| 京都府   | KBS京都    | 2005年1月7日－4月1日   | 星期五 25:25 - 25:55 | 獨立局   |
| 神奈川縣 | tvk        | 2005年1月8日－3月26日  | 星期六 25:30 - 26:00 | 獨立局   |
| 群馬縣   | 群馬電視台 | 2005年1月9日－4月3日   | 星期日 25:30 - 26:00 | 獨立局   |
| 日本全國 | BS朝日     | 2005年1月10日－4月4日  | 星期一 26:00 - 26:30 | BS放送   |
| 東京都   | 東京電視台 | 2005年1月13日－4月7日  | 星期四 25:00 - 25:30 | 獨立局   |
| 奈良縣   | 奈良電視台 | 2005年1月20日－4月14日 | 星期四 24:25 - 24:55 | 獨立局   |
| 長野縣   | 信越放送   | 2005年1月21日－4月15日 | 星期五 26:15 - 26:45 | TBS系列  |
| 熊本縣   | 熊本放送   | 2005年1月24日－4月25日 | 星期一 26:20 - 26:50 | TBS系列  |

### 工作人員
- 原作：Terios
- 企畫：福井政文、及川武、川村明廣、中村直樹
- 監督：阿部雅司
- 系列構成・劇本：山田光洋
- 人物原案：横田守、土代昭治
- 人物設定：渡邊明夫、山田正樹、河野悦隆
- 總作畫監督：佐藤道雄、石倉敬一、山田正樹、河野悦隆
- 特技監督：西井正典
- CG監督：渡邊哲也
- 美術監督：高橋麻穂
- 色彩設定：鈴城子
- 撮影監督：田中浩介
- 撮影：AIC
- 編集：競昌則
- 音響監督：松岡裕紀
- 音樂：岡崎雄二郎
- 音樂製作人：吉川明
- 音樂製作：Frontier Works
- 製作人：阿部祐督、松永孝之、大森啓幸、丹羽信宏
- 動畫製作人：渡邊欽哉
- 動畫製作：AIC. A.S.T.A.
- 製作：まじかるカナン製作委員会

## 廣播節目
本作的電台節目《魔法少女加奈俱樂部》（まじかるカナン倶楽部）於1999年在TBS廣播電台播放，主持是北都南和芹園宮。

## 外部連結
- （日語）《魔法少女加奈》遊戲官方網站 （页面存档备份，存于）
- （日語） Terios的X（前Twitter）
- （日語） 《魔法少女加奈》動畫官方網站 （页面存档备份，存于）